# 美國海軍陸戰隊戰爭紀念雕像
美国海军陆战队战争纪念雕像（硫磺岛纪念雕像）是位于美国弗吉尼亚州阿灵顿县的一座国家纪念雕像。该纪念雕像于 1954 年献给所有自 1775 年以来为保卫美国而献出生命的海军陆战队员。 它位于乔治华盛顿纪念公园大道内的阿灵顿岭公园内， 靠近通往阿灵顿国家公墓和荷兰钟琴。纪念雕像于1955年移交给美国国家公园管理局。
战争纪念雕像的灵感来自 1945 年标志性的照片，照片是 6 名海军陆战队员在二战硫磺岛战役期间在泗里巴奇山顶升起美国国旗 ，由美联社战斗摄影师乔·罗森塔尔 (Joe Rosenthal ) 拍摄。在第一次看到这张照片时，雕塑家费利克斯·德·韦尔登（Felix de Weldon ）在一个周末在马里兰州帕图森河海军航空站（他在海军服役的地方）根据这张照片制作了一个雕塑模型。他和建筑师 Horace W. Peaslee 设计了纪念雕像。他们的提案已提交给国会，但在战争期间无法获得资金。 1947年，一个联邦基金会成立，为纪念雕像筹集资金。